# Freddie Hubbard

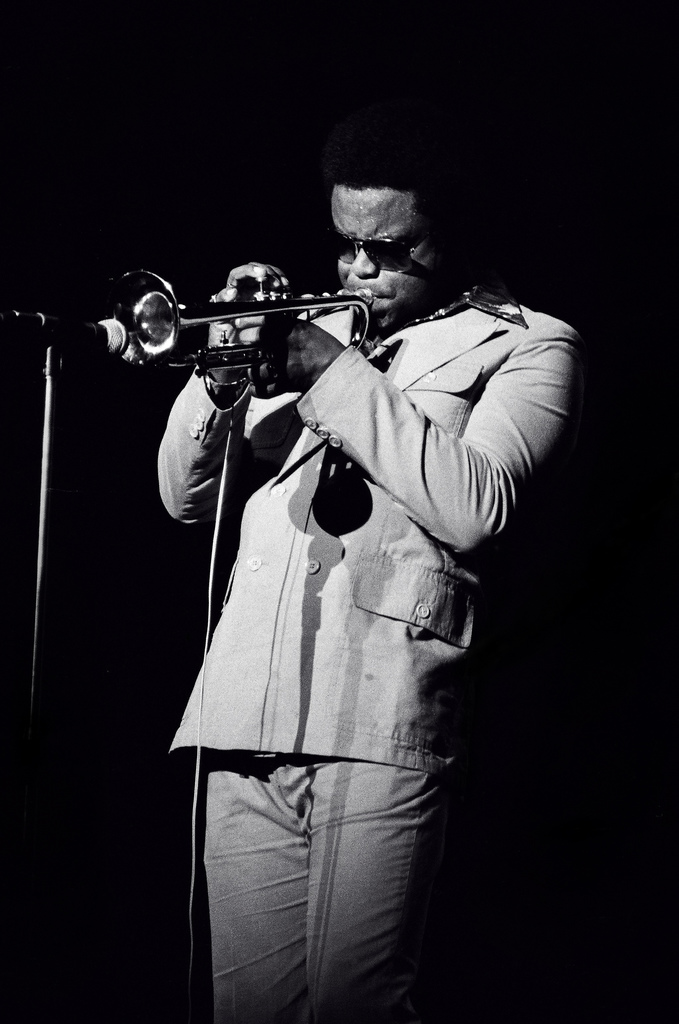
Freddie Hubbard im Jahr 1976

Frederick Dewayne „Freddie“ Hubbard (* 7. April 1938 in Indianapolis; † 29. Dezember 2008 in Sherman Oaks, Kalifornien) war ein US-amerikanischer Jazz-Trompeter.

## Werdegang
In seiner Jugend spielte Hubbard mit unterschiedlichen Musikern in Indianapolis, dazu zählten Wes Montgomery und dessen Brüder. Er studierte Musik in seiner Heimatstadt und ging danach nach New York.
Hubbards Karriere begann 1958 in New York City. Dort arbeitete er mit Ornette Coleman (auf dessen Album Free Jazz: A Collective Improvisation), John Coltrane (auf dessen Album Ascension 1965), Eric Dolphy (mit dem er 18 Monate zusammenwohnte und von dem er das „intervallische“ Spielen mit Sprüngen von zwei Oktaven lernte), Slide Hampton, J. J. Johnson, Philly Joe Jones, Quincy Jones (Soundtrack zum Film The Pawnbroker von Sidney Lumet), Oliver Nelson sowie Sonny Rollins zusammen und wurde durch sein Zusammenspiel mit Art Blakey und dessen Jazz Messengers 1961 bis 1964 bekannt. Hubbard spielte bei Blue Note Records 1960 bis 1965 acht Alben als Bandleader ein sowie achtundzwanzig als Sideman. Die meisten dieser Aufnahmen gelten heute als Klassiker. 1970 etablierte ihn seine feurige, melodische Improvisation und seine phänomenale Technik als einen der führenden Trompeter seiner Zeit; allerdings brachte ihm eine Serie kommerziell orientierter Smooth-Jazz-Alben auch negative Kritiken ein.
Viele seiner Platten haben ganze Generationen von Trompetern beeinflusst. Stilistisch bewegten sich die Veröffentlichungen von Hubbard teilweise im Hard-Bop-, teilweise im Fusion-Lager. Aus chronologischer Perspektive spiegeln seine Plattenveröffentlichungen die Entwicklung des Jazz vom Hard Bop über das „freie“ Spiel in den 60er-Jahren hin zum elektrischen Sound der 70er-Jahre wider.
Das Album The Hub Of Hubbard (MPS 1970) mit Stücken wie The Things We Did Last Summer (von Jule Styne) gilt als Meisterwerk des Jazz. Das in Villingen am 9. Dezember 1969 aufgenommene Album, produziert von Joachim Ernst Behrendt, war ein „Nebenprodukt“ der damaligen Europatournee. Seine wohl bekanntesten Werke sind die bei CTI Records erschienenen Fusion-Alben Red Clay von 1970 und das California Concert von 1971, bei dem er mitwirkte. Darüber hinaus ist das unter demselben Label erschienene Album First Light zu erwähnen, für welches er 1973 den Grammy in der Kategorie „Best Jazz Performance by a Group“ bekam. Die kongenialen Arrangements und Orchestrationen für Kammerorchester stammen aus der Feder des Arrangeurs und Komponisten Don Sebesky.
Mit Wayne Shorter, Herbie Hancock, Ron Carter und Tony Williams, den Mitgliedern des berühmten zweiten Miles Davis Quintetts, bildete er seit 1976 die Gruppe V.S.O.P., die auch in Europa auf Tournee war und mehrere Alben einspielte.
Ein Lippenriss in der Oberlippe mit anschließender Infektion (der Verdacht eines Lippenkarzinoms bestätigte sich nach einer Biopsie nicht) lähmte ab 1993 für lange Zeit sein künstlerisches Wirken. Mit dem Album „New Colors“ (2001), das er mit dem New Jazz Composers Octet um David Weiss einspielte, gelang ihm ein Comeback am Flügelhorn (das weniger Lippenspannung verlangt).
Freddie Hubbard starb am 29. Dezember 2008 an Herzversagen in einem Krankenhaus in Los Angeles, wo er im November des Jahres wegen eines Herzinfarktes eingeliefert worden war.

## Auszeichnungen
- 2006 erhielt Hubbard die NEA Jazz Masters Fellowship.
- 2009: Down Beat Jazz Hall of Fame

## Diskografie (Auswahl)

### Alben unter eigenem Namen
- 1960: Open Sesame (Blue Note)
- 1961: Goin’ Up (Blue Note)
- 1961: Hub Cap (Blue Note)
- 1961: Minor Mishap (Black Lion)
- 1961: Ready for Freddie (Blue Note)
- 1962: Hub-Tones (Blue Note) (mit Jimmy Spaulding)
- 1962: The Artistry of Freddie Hubbard (Impulse!)
- 1962: Ballads (Blue Note)
- 1963: The Body And The Soul (Impulse)
- 1964: Breaking Point (Blue Note)
- 1965: Blue Spirits (Blue Note)
- 1965: The Night Of The Cookers (Blue Note)
- 1966: Backlash (Atlantic)
- 1968: High Blues Pressure (Atlantic)
- 1969: A Soul Experiment (Atlantic)
- 1970: The Black Angel (Blue Note)
- 1970: Red Clay (CTI) (mit Herbie Hancock, Joe Henderson)
- 1970: Straight Life (CTI)
- 1970: The Hub of Hubbard (MPS) – Reissue remastered 2016 bei Edel Germany
- 1971: First Light (CTI) (mit Ron Carter, George Benson, Airto Moreira, Jack DeJohnette, Hubert Laws)
- 1971: Sing Me a Song of Songmy (Rhino/Wea UK)
- 1972: Sky Dive (CTI)
- 1973: In Concert; Keep Your Soul Together (CTI)
- 1975: Polar AC (CTI)
- 1975: Liquid Love (CBS)
- 1976: Echoes of Blue (Atlantic)
- 1977: Bundle of Joy (Columbia)
- 1978: Super Blue (Columbia)
- 1979: The Love Connection (Columbia)
- 1980: Pinnacle: Live & Unreleased from Keystone Korner (Resonance Records)
- 1981: Back to Birdland (M&K Realtime)
- 1981: Outpost (Enja)
- 1981: Keystone Bop: Sunday Night / Friday And Saturday (Prestige)
- 1982: Ride Like the Wind (Elektra/WEA)
- 1982: Born to Be Blue (Pablo Records. Inc.) mit Harold Land
- 1982: Rollin’ (MPS)
- 1983: Sweet Return (mit Lew Tabackin, Joanne Brackeen, Eddie Gomez, Roy Haynes)
- 1985: Gettin’ It Together (mit Curtis Fuller, Yussef Lateef)
- 1985: The Freddie Hubbard / Woody Shaw Sessions (Blue Note)
- 1988: Feel The Wind (Timeless)
- 1989: Topsy (Enja)
- 1990: Bolivia/Limelight (Limelight)
- 1991: At Jazz Jamboree Warszawa '91 – A Tribute To Miles
- 1991: Live At Fat Tuesday’s (Limelight)
- 1999: Above & Beyond
- 2001: New Colors (Hip Bop)
- 2004: Jazz Moods: Hot (CTI)
- 2008: On the Real Side (Times Square)
- 2009: One of a Kind (Arkadia)
- 2019: At The Club Vol 1 (Sleepy Nights Records)
- 2019: Get Set (Angel Heyer Records)
- 2021: Dig This! – Live Boston 1973 (MCBN Broadcast)
- 2025: On Fire: Live from the Blue Morocco (Resonance)

### Als Sideman
- Ornette Coleman Free Jazz: A Collective Improvisation 1960
- Tina Brooks True Blue 1960
- Eric Dolphy Outward Bound 1960
- Hank Mobley: Roll Call 1961
- Oliver Nelson The Blues and the Abstract Truth 1961
- Dexter Gordon Doin Alright 1961
- Art Blakey: Mosaic 1961
- Bill Evans: Interplay 1962
- Herbie Hancock: Takin’ Off, Blue Note 1962
- Art Blakey & the Jazz Messengers: Free for All 1964
- Eric Dolphy Out to Lunch 1964
- Herbie Hancock: Empyrean Isles 1964
- Herbie Hancock: Maiden Voyage 1965
- Bobby Hutcherson: Dialogue 1965
- John Coltrane Africa/Brass 1961, Ascension 1965
- Sonny Rollins East Broadway Rundown 1966
- Herbie Hancock V.S.O.P, 1977
- Kirk Lightsey Temptation 1987

### Compilation
- 1972: The Baddest Hubbard – An Anthology Of Previously Released Recordings (CTI Records)
- 2008: The Complete Jazz Heritage Society Recordings (Jazz Heritage Society)
- 2022: The Complete Freddie Hubbard Blue Note & Impulse Studio Sessions (Mosaic Records)